# Maria Henrietta Stuart

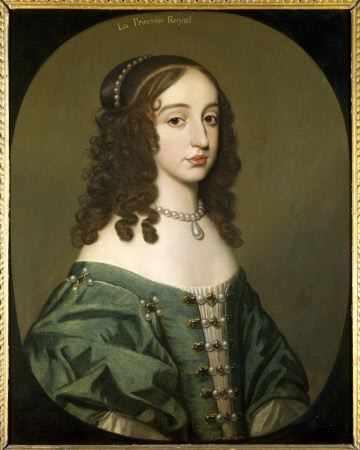
Maria Henrietta Stuart, Princess Royal (1631-1660). Gemalt von Gerrit van Honthorst, 1640–1656, Ashdown House (Oxfordshire)

Prinzessin Maria, Princess Royal, Fürstin von Oranien und Gräfin von Nassau (Mary Henrietta Oranien-Nassau, geborene Stuart; * 4. November 1631 im St James’s Palace, London; † 24. Dezember 1660 im Palace of Whitehall, ebenda) war eine englisch-schottische Prinzessin. Sie war die erste Tochter eines britischen Monarchen, die den Titel Princess Royal trug. Durch ihre Ehe mit Wilhelm II., Fürst von Oranien und Graf von Nassau (1626–1650) war sie Fürstin von Oranien und Mutter des späteren englischen Königs Wilhelm III. von England.

## Leben

### Kindheit

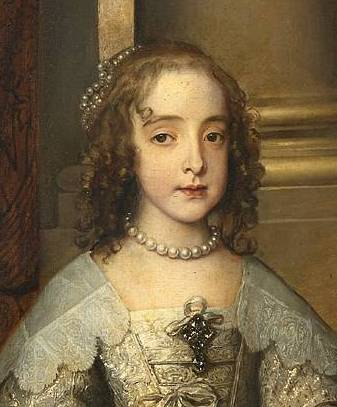
Maria Henrietta Stuart im Alter von neun Jahren (Gemälde von Anthonis van Dyck 1641)

Prinzessin Maria Henrietta wurde als das zweite überlebende Kind des Königs Karl I. von England, Schottland und Irland und dessen Frau Henrietta Maria von Frankreich im November 1631 in London geboren. Sie wurde noch am gleichen Tag durch den Erzbischof von Canterbury William Laud getauft, da man wegen ihrer schwachen Konstitution befürchtete, sie werde sterben.
Ihren ersten Vornamen erhielt sie nach ihrer Großmutter mütterlicherseits, der französischen Königin Maria de’ Medici.
Die Prinzessin wurde gemeinsam mit ihrem älteren Bruder Karl, dem späteren König Karl II. von England, Schottland und Irland abwechselnd in London im St. James’ Palace, im Richmond Palace und im Hampton Court erzogen. Ihre Erziehung übernahm der schottische Graf Jean Ker von Roxburghe (1585–1643), welcher als Höfling bereits für Marias Großmutter väterlicherseits, Anna von Dänemark, tätig gewesen war. Dieser unterrichtete die junge Prinzessin auch in der protestantischen Lehre. Allerdings versuchte ihre Mutter, die im Volk unpopuläre Königin Henrietta Maria, sie zum Übertritt zum Katholizismus zu bewegen. Die Intervention von Marias Vater unterband diese Versuche.
Ihren ersten öffentlichen Auftritt hatte die Prinzessin 1640 im Alter von knapp neun Jahren, als einzige Taufpatin ihres jüngeren Bruders Henry, des späteren Duke of Gloucester.

### Ehe
Als Maria Henrietta acht Jahre alt war, hielt der niederländische Statthalter Friedrich Heinrich von Oranien für seinen dreizehnjährigen Sohn Wilhelm um ihre Hand an. Der englische König lehnte dies zunächst ab, da er wollte, dass sie einen Sohn Philipps IV. von Spanien heiratete. Auch Marias Cousin Kurfürst Karl I. Ludwig von der Pfalz war ein Ehekandidat. Beide Vorhaben scheiterten jedoch. Zwischen 1640 und 1641 nahm Karl I. dann doch Eheverhandlungen mit dem Haus Oranien auf. Am 10. Februar 1641 verkündete Karl I. dem Parlament die geplante Vermählung seiner ältesten Tochter mit Wilhelm, dem Sohn und Erben des Statthalters Friedrich Heinrich von Oranien. Die Ehe wurde am 2. Mai 1641 in der Königskapelle im Whitehall-Palast in London geschlossen. Marias Mutter durfte der Zeremonie aufgrund ihres katholischen Glaubens nicht beiwohnen, sondern lediglich durch ein Fenster einer kleinen Galerie zuschauen. Wegen des Alters der Braut wurde die Ehe einige Jahre nicht vollzogen.
In England wurde die Hochzeit nicht gefeiert, da sich der Ausbruch des Bürgerkrieges ankündigte. Die Jungvermählten erhielten Gratulationen und Geschenke von den Höflingen und einigen Adligen. Wilhelm reiste allein in die Niederlande zurück. Der Ehevertrag sah vor, dass Maria  bis zu ihrem 12. Lebensjahr in England bei ihren Eltern bleiben sollte. Wilhelm verpflichtete sich, seiner Braut jährlich 1.500 Livre für persönliche Ausgaben bereitzustellen. Im Falle eines vorzeitigen Todes von Wilhelm war diese Summe auf 10.000 Livre pro Jahr zu erhöhen und Maria sollte zwei Residenzen für ihren persönlichen Bedarf erhalten. Maria durfte ihre Religion frei praktizieren, ohne sich den Riten des Protestantismus in den Niederlanden anpassen zu müssen.

### Erste Jahre in den Niederlanden

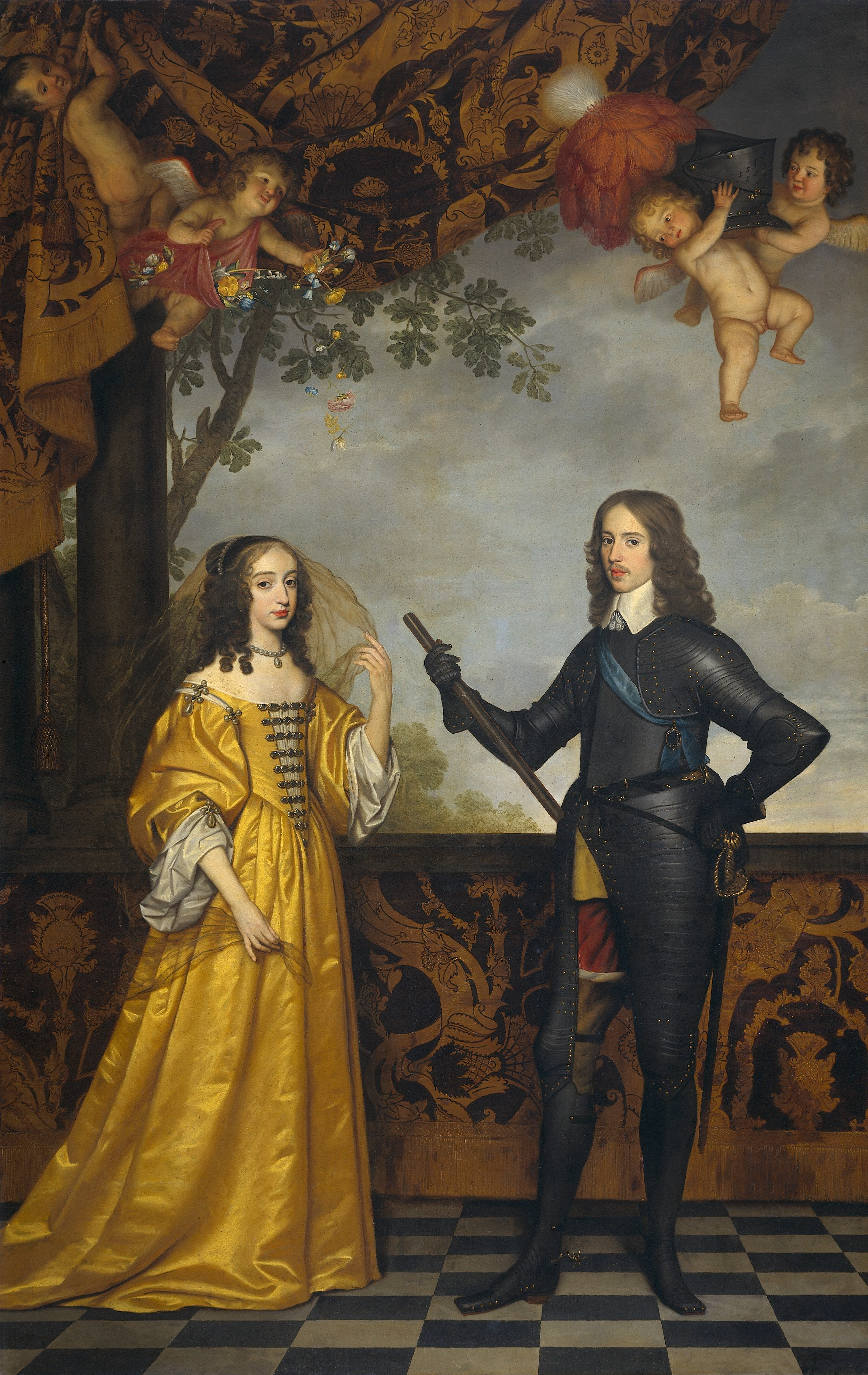
Maria Henrietta Stuart mit ihrem Gemahl Prinz Wilhelm II. von Oranien, 1647, Gemälde von Gerrit van Honthorst

Nach dem Beginn des ersten Englischen Bürgerkrieges 1642 wurde eine frühzeitige Abreise von Maria in die Niederlande beschlossen. Eine niederländische Eskorte mit 15 Schiffen sollte Maria und deren Mutter abholen und nach Den Haag bringen. Kurz vor der Abreise  ernannte Karl I. seine Tochter zur Princess Royal und begründete so die Tradition, dass die älteste Tochter des Monarchen diesen Titel tragen kann. Der Titel ahmte, auf Wunsch von Henrietta Maria, einer Tochter Heinrichs IV. von Frankreich, den Titel der ältesten Tochter französischer Könige, „Madame Royale“, nach.
Im Februar setzten die Prinzessin und ihre Mutter 1642 nach Holland über. Im November 1643 erfolgte eine zweite Hochzeitszeremonie in Den Haag. Die Ehe wurde nicht vor 1644 vollzogen. Die niederländische Öffentlichkeit verhielt sich der Heirat und der Ankunft der jungen Prinzessin gegenüber zurückhaltend. Einerseits wurde durch die Vermählung mit dem Königshaus Stuart das Haus Oranien aufgewertet, andererseits war die Herrschaft der Stuarts in England mittlerweile äußerst fragil.
Als Hauptresidenz wurde Maria der Binnenhof in Den Haag (heutiger Komplex des niederländischen Senats) zugewiesen. Ab 1644 nahm sie, als Prinzessin von Oranien und als Schwiegertochter des Statthalters am öffentlichen Leben teil. Sie gab Audienzen, empfing Diplomaten und nahm an politischen Festlichkeiten zu Ehren der Allianz zwischen Frankreich und den Niederlanden teil. Ihre Pflichten erledigte sie mit größter Sorgfalt und Würde, was ihr einige Sympathien einbrachte. Maria baute eine enge Beziehung zu ihrer Tante Elisabeth Stuart auf, die als ehemalige Königin von Böhmen im Exil in Den Haag lebte. Auch lernte sie deren fast gleichaltrige Tochter Sophie von der Pfalz kennen, deren Nachkommen die späteren britischen Könige aus dem Haus Hannover stellten. Das Verhältnis zu ihrer Schwiegermutter Amalie zu Solms-Braunfels war schwierig und sie mied sie weitgehend.
Maria hielt brieflichen Kontakt zu ihrer Familie, insbesondere zu ihrem Vater. Aufgrund der Entwicklung des Bürgerkrieges und der Gefahr für das Leben von Karl I. drängte sie ihren Vater in einem Brief im Jahr 1646, nach Den Haag zu fliehen. 1649 wurde Karl I. hingerichtet. Im weiteren Verlauf des Bürgerkrieges bot sie vielen englischen Adligen, die ihren Vater unterstützt hatten, Exil in den Niederlanden an. Darunter war auch die Familie von Anne Hyde. Anne wurde zu einer engen Vertrauten und ersten Hofdame. Das Verhältnis der beiden kühlt jedoch deutlich ab, als Anne während eines Parisaufenthaltes eine Affäre mit Marias jüngerem Bruder James, Duke of York, begann und drei Jahre später die geheime Hochzeit der beiden bekannt wurde.

### Witwenschaft und Streitigkeiten

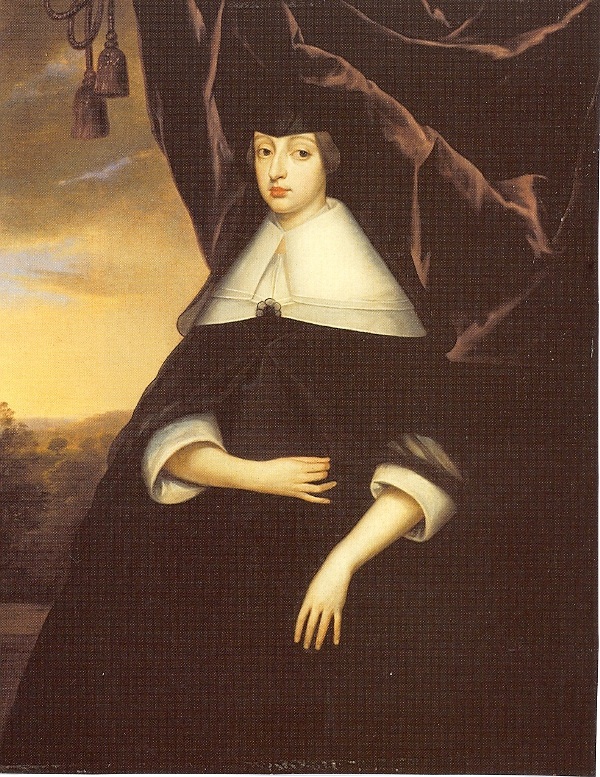
Porträt als Witwe

Im März 1647 folgte ihr Mann Wilhelm II. seinem Vater als Statthalter nach. Er starb im November 1650, kurz nach seinem Versuch, Amsterdam unter seine Kontrolle zu bringen, an den Pocken. Das einzige Kind des Paares, Wilhelm III., kam acht Tage nach dem Tod seines Vaters zur Welt. Maria wollte das Kind Karl, in Andenken an ihren Vater Karl I. nennen, doch Amalie fand Wilhelm einen viel geeigneterer Namen, um an die Tradition des ersten Statthalters der Vereinten Provinzen der Niederlande, Wilhelm I. von Oranien, anzuknüpfen. Diesen Namen hatte auch der verstorbene Ehemann gewählt. Amalie strebte die alleinige Vormundschaft über ihren Enkel an, da sie Maria für zu jung und unerfahren hielt. Am 13. August 1651 entschied der Hohe Rat von Holland und Seeland, dass die Fürstinwitwe von Oranien die Vormundschaft über das Kind mit dessen Großmutter Amalie und dessen Onkel Kurfürst Friedrich Wilhelm von Brandenburg, dem Ehemann von Luise Henriette von Oranien, Wilhelms II. älteste Schwester, teilen musste. Der Kurfürst sollte als neutrale Partei zwischen den beiden Frauen vermitteln, zudem lag ihm das Wohl der Familie Oranien besonders am Herzen. Trotzdem kam es regelmäßig zu Streit zwischen den Frauen, wie etwa 1658, als Amalie ihrem Bruder Karl die jüngste Tochter, Henriette Catharina von Oranien, zur Ehefrau geben wollte.
In England wurde währenddessen die Englische Republik unter Oliver Cromwell begründet und somit die Monarchie in England und später auch in Schottland abgeschafft. Die Familie Stuart wurde ins Exil gedrängt. Maria lehnte Cromwell ab, was sie auch nach öffentlich kundtat. Maria wollte den ersten Jahrestag des Todes ihres Vaters gemeinsam mit ihrer Tante Elizabeth Stuart und ihrem Bruder James, Duke of York, öffentlich zelebrieren, doch die niederländische Regierung lehnte dies ab, um den Frieden mit dem republikanischen England aufrechtzuerhalten. Wegen ihrer Nähe zu ihrer Familie war sie bei den Niederländern unbeliebt. Nach dem ersten Englisch-Niederländischen Seekrieg (1652–1654) und der Gastfreundschaft, die Maria beiden Brüdern, dem Titularkönig Karl II. und James, Duke of York, entgegenbrachte, schlug die öffentliche Meinung vollends gegen die Prinzessin um, und es wurde ihr verboten, ihre Verwandten zu empfangen. Niederländische Staatsmänner und die Öffentlichkeit misstrauten der Fürstenwitwe in hohem Maße. Die Haushalte von Maria und ihrer Tante Elizabeth Stuart wurden als „Nest von Vipern“ bezeichnet, da konspirative Treffen gegen die Niederlande, England und insbesondere gegen Cromwell vermutet wurden.

### Zeit außerhalb der Niederlande
Zwischen 1654 und 1657 weilte die Prinzessin regelmäßig im Ausland. Unter anderem reiste sie nach Köln, um dort ihren älteren Bruder Karl zu besuchen, welcher seinen Exilhof dorthin verlegt hatte, oder auch nach Frankfurt am Main. Im Januar 1656 hielt sie sich in Paris auf, um dort ihre Mutter und ihre jüngere Schwester Henrietta Anne Stuart zu besuchen. Bei diesem Besuch wurde sie mit allen Höflichkeiten des französischen Hofes behandelt. Sie hatte verschiedene Verehrer und Bewunderer, die den Kontakt zu ihr suchten, darunter George Villiers, 2. Duke of Buckingham, Karl Emmanuel, Herzog von Savoyen oder Ernst August, Herzog von Braunschweig-Lüneburg, der später ihre Cousine ersten Grades, Sophie von der Pfalz, heiratete. Eine Affäre wurde ihr mit Henry Jerymn, 1. Baron Dover und Mitglied des Hofes um ihren Bruder James, nachgesagt. Ihr Bruder Karl unterband daraufhin jeglichen Kontakt zwischen Henry und Maria.
Im Jahre 1657 wurde sie für ihren Sohn im Fürstentum Orange Regentin, aber die Schwierigkeiten in ihrem Amt brachten sie dazu, die Hilfe von Ludwig XIV. von Frankreich zu erbitten, der das Fürstentum eroberte.

### Rückkehr nach England und früher Tod
Am 14. Mai 1660 informierte das niederländische Parlament Maria Henrietta, welche sich zu diesem Zeitpunkt in Breda aufhielt, dass die Monarchie in England wiederhergestellt wurde. Ihr Sohn stand nunmehr auf Platz fünf in der englischen Thronfolge. Die Restauration Karls II. in England verbesserte die Stellung Marias und ihres Sohnes auch in Holland.
Anfang September 1660 plante sie eine Rückkehr nach England, wurde jedoch von der Nachricht des Todes jüngeren Bruders Henry Stuart, Duke of Gloucester durch Pocken überrascht. Dennoch segelte Maria Henrietta am 30. September 1660 nach England, wo sie zunächst einen herzlichen Empfang erhielt. Ihre anfängliche Freude wurde jedoch spätestens dadurch getrübt, dass ihr Bruder Karl, nunmehr König Karl II., die im Exil geschlossene Ehe zwischen ihrem jüngeren Bruder James, Duke of York, und ihrer ehemaligen Hofdame, Anne Hyde, anerkannte. Die Kinder aus der Verbindung, Maria und Anne, wurden zu Prinzessinnen von Geblüt ernannt. Dies bewog Maria, früher als geplant nach Holland zurückzukehren. Im November 1660 traf sich Maria mit dem Botschafter der Vereinigten Niederländischen Provinzen, um die Allianz zwischen England und den Niederlanden zu erneuern.
Am 20. Dezember 1660 wurde der englische Hof darüber informiert, dass Maria an den Pocken erkrankt war. Ihre Mutter Henriette reiste nach England, um ihr beizustehen. Ihr Versuch, ihre Tochter zum Katholizismus zu konvertieren, scheiterte jedoch. Ihr letzter Wunsch war es, dass ihr Bruder König Karl II. sich ihres 10-jährigen Sohnes annehmen solle, der unter der Vormundschaft ihrer Schwiegermutter Amalie stand, jedoch noch nicht zum Statthalter der Vereinigten Niederlande ernannt worden war. Am Weihnachtstag des Jahres 1660 verstarb Prinzessin Maria Henrietta im Whitehall-Palast an Pocken. Sie wurde in der Westminster Abbey beigesetzt.

## Nachkommen
- Wilhelm III. ( 14. November 1650 in Den Haag; †  19. März 1702 in Kensington), Statthalter der Niederlande, König von England, Schottland und Irland